# Craig Kinsley
Craig Howard Kinsley (* 30. Januar 1954 in Kalifornien, Vereinigte Staaten; † 26. Januar 2016) war ein amerikanischer Psychologe. Er lehrte als Professor am Department of Psychology der University of Richmond. Über Fachkreise hinaus hat er sich einen Namen gemacht durch den Nachweis, dass mütterliches Verhalten nicht von Instinkten, sondern von Hormonen und von sozialem Lernen gesteuert wird.

## Leben und Werk
Kinsley hat an der California State University in Sonoma Experimentalpsychologie studiert und erwarb seinen Doktorgrad an der SUNY Albany. Die folgenden vier Jahre verbrachte er als Post-Doctoral Fellow für Neurowissenschaften und Neuroendokrinologie an der Harvard Medical School.
Zu seinen Forschungs- und Interessengebieten zählen die Neurobiologie und Neurochemie, die dem Sozialverhalten von Tieren unterliegen, besonders die Folgen der Reproduktionserfahrung (Schwangerschaft, Stillen und Umgang mit dem Nachwuchs) für das elterliche Gehirn.

## Publikationen
Aufsätze (Auswahl)
- mit K. G. Lambert: The maternal brain: Pregnancy and motherhood change the structure of the female mammal’s brain, making mothers attentive to their young and better at caring for them. Scientific American, Band 294, Januar 2006, S. 72–79.
- mit K. G. Lambert: Reproduction-induced neuroplasticity: Natural behavioral and neuronal alterations associated with the production and care of offspring. Journal of Neuroendocrinology, Band 20, 2008, S. 515–525.
- mit K. G. Lambert: The neuroeconomics of motherhood: The costs and benefits of maternal investment. In R. S. Bridges (Hrsg.): The neurobiology of the parental brain, New York, NY: Academic Press, 2008, S. 481–492
- mit M. Bardi, K. Karelina, B. Rima, L. Christon, J. Friedenberg, G. Griffin: Motherhood induces and maintains behavioral and neural plasticity across the lifespan in the rat. Kinsley, C. H., Bardi, M., Karelina, K., Rima, B., L., Friedenberg, J., & Griffin, G. (2008). Archives of Sexual Behavior, Band 37, 2008, S. 43–56
- mit G. Gonzalez-Mariscal: From indifference to ardor: The onset, maintenance and meaning of the maternal brain. In: D. W. Pfaff u. a. (Hrsg.): Hormones, brain and behavior, Band 1, San Diego, CA: Academic Press, 2. Auflage 2009, S. 109–136
- mit E. A. Meyer: The construction of the maternal brain. Behavioral Neuroscience, Band 124, 2010, S. 710–714.
- mit E. A. Meyer und K. A. Rafferty: Sex steroid hormones: their effects beyond reproduction. Mini-Reviews in Medicinal Chemistry (Hot Topic), Band 12, 2012, S. 1063–1070. (PMID 22924484)
- mit I. Silva und K. C. Freeman: Mothers, minds and maternal responses. Journal of Women’s Health, Band 21, 2012, S. 1024–1027. (PMID 22931543)
- mit I. Silva und K. C. Freeman: The parents of neuroscience and the neuroscience of parents. Estudios Biologica (Biological Studies), Band 34, 2012, S. 113–127.
- mit K. G. Lambert: Brain and behavioral modifications that accompany the onset of motherhood. Parenting: Science and Practice, Band 12, 2012, S. 74–88
- mit E. A. Meyer: Maternal Mentality: Pregnancy and childbirth shape a woman’s mental makeover. His Brain, Her Brain. Scientific American Mind, Band 21, 2012, S. 79–83